# الخواره (جازان)
قرية الخواره، أحد قرى منطقة جازان وهي قرية سكنية تابعة لبلدية محافظة صبيا جنوب غرب المملكة العربية السعودية ، تبعد 10 كم باتجاه جنوب غرب من مدينة صبيا في طريق أسفلت 5 كم وبقية الطريق 5كم سهل.

## سكانها
سكان قرية الخوارة هم الكنانية وأسرة من البهاكلة وأسرة من بني شبيل 

## الموقع
تقع الخواره في السهل الممتد بين جبال السروات شرقا والشواطئ الشرقية للبحر الأحمر غربا, بجوار مدينة صبيا في الجزء الجنوبي الغربي من المملكة العربية السعودية، وتبعد بحوالي أربعين كيلومترا بالاتجاه الشمال الشرقي من مدينة جازان.

## انظر ايضاً
- صبيا
- أبو عريش

## وصلات خارجية
- بيانات المجلس البلدي من الأمانة العامة لشؤون المجالس البلدية
- حصر الخدمات بالمدن والقرى بمنطقة جازان
- فرص الإستثمار السياحي بمنطقة جازان
- دليل الخدمات بمنطقة جازان